# Hồ Khẩu, Tân Trúc

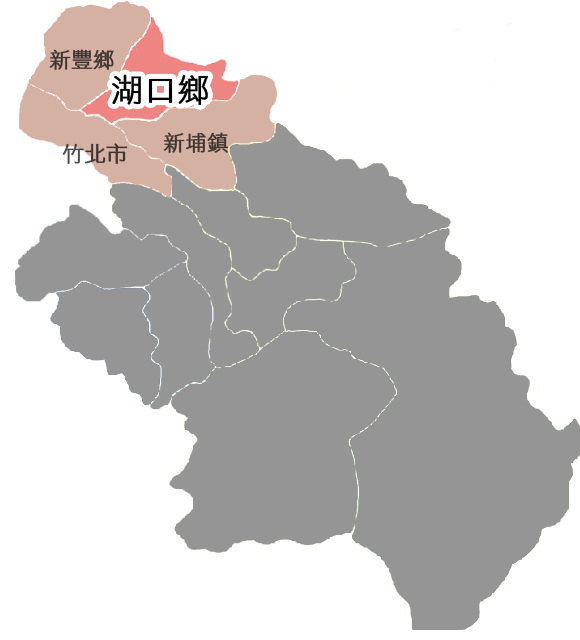
Vị trí tại Tân Trúc (màu đỏ đậm)

Hồ Khẩu (tiếng Trung: 湖口鄉; bính âm: Húkǒu Xiāng) là một hương (xã) của huyện Tân Trúc, tỉnh Đài Loan, Trung Hoa Dân Quốc (Đài Loan). Trên địa bàn Hồ Khẩu có một căn cứ quân sự quan trọng của quân đội Đài Loan. Hương có hệ thống giao thông thuận lợi cả về đường bộ và đường sắt với các nơi khác tại Đài Loan và trước đây từng là một khu vực sản xuất lúa gạo quan trọng. Tổng diện tích của Hồ Khẩu là 58,4303 km², dân số vào tháng 8 năm 2011 là 75.771 người thuộc 23.689 hộ gia đình, mật độ cư trú đạt 1296,8 người/km².